# AMD Leo
AMD Leo - платформа, разработанная компанией AMD на базе собственных высокопроизводительных комплектующих. Платформа рассчитана на высший ценовой диапазон и призвана заменить платформу AMD Dragon, представленную в начале 2009 года.

## Презентация
Согласно первоначальным планам, выход платформы AMD Leo должен был совпасть с выходом чипсета RD890 примерно в четвёртом квартале 2009 года. Однако в июле 2009 года стало известно, что выход платформы откладывается, и её выход переносится на первый квартал 2010 года .
В ноябре 2009 года сайт VR-Zone опубликовал информацию о том, что релиз Leo состоится в апреле 2010 года, а сайт интернет-ресурс The Digitimes, ссылаясь на источники из среды производителей материнских плат, утверждал, что обе платформы появятся на рынке в мае. При этом оба ресурса сходились на том, что в мае также будет представлена и платформа AMD Dorado, нацеленная на средний ценовой диапазон..
В начале марта 2010 года, т.е. в преддверии CeBIT 2010, компания AMD провела конференцию по предстоящим шестиядерным процессорам Phenom II X6, являющихся частью платформы AMD Leo. Рабочий прототип Phenom II X6 был продемонстрирован на материнской плате Gigabyte 890GX. Однако, в ходе демонстрации производитель не раскрыл какой-либо новой информации, технических характеристик или результатов тестов.

## Технические характеристики

### Предварительная информация
В июле 2009 года о технических компонентах платформы было известно лишь следующее: материнская плата с разъемом Socket AM3, чипсеты RD890 или RS880 с новым IGP чипсетом (оба совместимы с новым чипсетом SB850 Southbridge), память DDR3, шина HyperTransport 3.0 и технология Crossfire multi GPU.
В начале сентябре 2009 года интернет-ресурс VR-Zone уточнил информацию о компонентах, добавив информацию о поддержке процессоров, производимых по технологии 45 нм, чипсетов 890FX/GX + SB850, видеокарт AMD Evergreen и Hemlock (двухпроцессорная модель топ-класса с поддержкой API DirectX 11), а также поддержка технологий ATI Stream и OpenCL, Hybrid CrossFire, возможности для разгона CPU, поддержка профайлов для подсистемы памяти и порты Serial ATA с пропускной способностью 6 Гбит/с и USB 3.0).
В июньском номере журнала PC Игры был опубликован предварительный обзор платформы, в котором уточняется известная информация на момент сдачи номера в печать (ориентировочно, вторая половина апреля). Согласно опубликованной информации, в рамках платформы AMD Leo будут представлены новый шестиядерный процессор Thuban и четырёхъядерный Zosma, производимые по 45нм нормам. Шестиядерные кристаллы Thuban относятся все к той же линейке AMD Phenom II и имеют индекс X6. Первоначально будут представлены три модели: 1035T (с частотой 2,6 Ггц), 1055T (2,8 Ггц) и 1090T (3,2 Ггц). Ближе к третьему кварталу 2010 года появится процессор AMD Phenom II X6 1075T с тактовой частотой 3 Ггц. При этом процессор AMD Phenom II X6 1055T будет существовать в двух модификациях: с энергопотреблением 95 Вт и 125 Вт. А процессор Zosma будет представлять собой фактически тот же шестиядерный Thuban, но с двумя отключенными ядрами. При этом, в составе платформы AMD Leo будет лишь одна четырёхъядерная модель: AMD Phenom II X4 960T с тактовой частотой 3 Ггц и уровнем потребления не более 95 Вт.
При этом несмотря на то, что в конце 2009 года была заявлена поддержка лишь DDR3-памяти и разъемов Socket AM3, в статье говорится об обратной совместимости процессоров с Socket AM2+ и DDR2-памятью. Однако, работать в связках Socket AM2+/DDR3 и Socket AM3/DDR2 процессоры не будут. Буква T в названии моделей процессоров означает поддержку технологии AMD Turbo Core (аналоге Intel Turbo Boost). Помимо этого, данные процессоры будут поддерживать технологии AMD Cool'n'Quiet, AMD-V, набор команд SSE4a, AMD OverDrive.
Системная логика платформы будет представлена северным мостом 890FX/GX (GX содержит встроенное графическое ядро) и южным SB850. Для периферии поддерживаются 2 порта PCI Express 2.0 x16 (в том числе технология ATI CrossFire X), 8 портов PCI Express x1, 4 PCI слота. Впервые на уровне чипсета будет реализована поддержка работы шести устройств с интерфейсом SATA 6 Гбит/с. Кроме того будет присутствовать поддержка 14 устройств USB 2.0 и двух PATA.
Таким образом, платформа AMD Leo будет значительно изменена по сравнению с AMD Dragon: будут обновлены процессоры и видеоподсистема, за счет чего AMD Leo будет обладать гораздо более высокой производительностью по сравнению с предшественником.